# Agathidium discoideum
Agathidium discoideum – gatunek chrząszcza z rodziny grzybinkowatych i podrodziny Leiodinae.
Gatunek ten opisany został po raz pierwszy w 1845 roku przez Wilhelma Ferdinanda Erichsona.
Chrząszcz o ciele długości od 2 do 2,5 mm, krępej budowy, stosunkowo mocno wysklepionym. Głowa ma czoło czarnobrunatne z jaśniejszą, słabo zaznaczoną plamką pośrodku oraz dłuższe niż ćwierć długości oka skronie. Czułki mają trzeci człon półtorakrotnie dłuższy od poprzedniego, a człon ostatni dwukrotnie dłuższy od pozostałych członów buławki. Przedplecze jest owalne w zarysie, czarnobrunatne z rdzawobrunatnymi brzegami. Wskutek gęstej mikrorzeźby połysk głowy i przedplecza jest tłusto zmatowiały. Pokrywy są rdzawobrunatne z czarnym szwem, normalnie połyskujące, niezmatowiałe. Mają kąty przednio-boczne niemal proste i dobrze wykształcone, sięgające do połowy ich długości bruzdki przyszwowe. Stopy przedniej i środkowej pary u samca są silnie rozszerzone, pięcioczłonowe, tylnej zaś czteroczłonowe. U samicy stopy wszystkich par są czteroczłonowe.
Owad o borealno-górskim typie rozsiedlenia. Zamieszkuje nadrzewne huby rosnące na bukach.
Gatunek palearktyczny, podawany z Hiszpanii, Francji, Niemiec, Szwajcarii, Austrii, Włoch, Szwecji, Norwegii, Finlandii, Polski, Czech, Słowacji, Węgier, Białorusi, Ukrainy, Rumunii, Bułgarii, Słowenii, Chorwacji, Bośni i Hercegowiny, Serbii, Czarnogóry oraz północnoeuropejskiej i azjatyckiej części Rosji. W Polsce jego współczesne stanowiska znajdują się w Puszczy Białowieskiej, natomiast w XIX i pierwszej połowie XX wieku stwierdzany był w Sudetach, Tatrach i Bieszczadach. Na „Czerwonej liście gatunków zagrożonych Republiki Czeskiej” umieszczony jest jako gatunek zagrożony wymarciem (EN).